# EMD F3

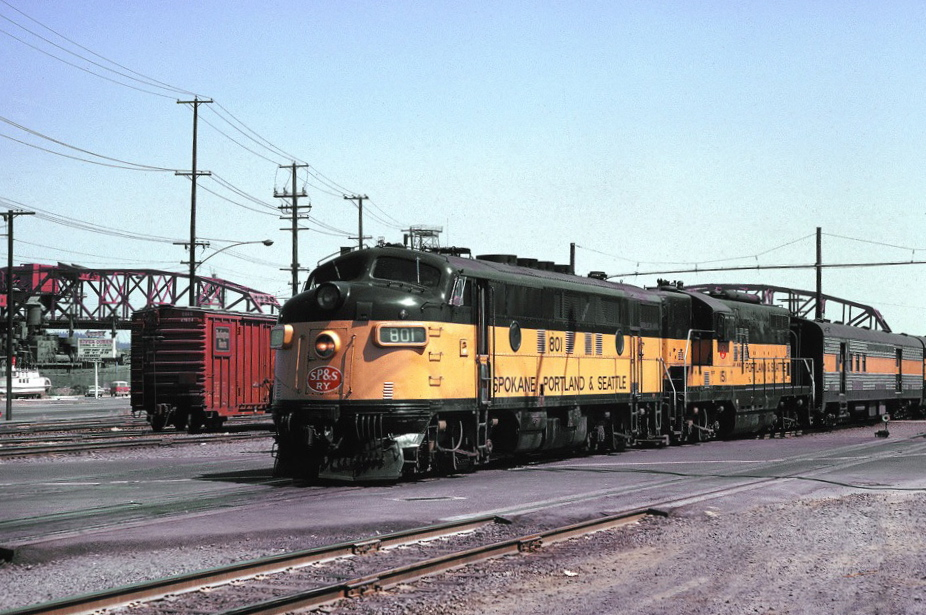
EMD F3 Nr. 801 der Spokane, Portland and Seattle Railway in Portland (1970)

Die EMD F3 ist eine Baureihe von dieselelektrischen Lokomotiven des US-amerikanischen Lokomotivherstellers General Motors Electro-Motive Division. Ursprünglich als Güterzug-Lokomotiven konzipiert, wurden einige Exemplare auch im Personenzugdienst eingesetzt.
Insgesamt wurden 1.111 Maschinen mit Führerstand (A-Einheiten) und 696 führerstandslose B-Einheiten gebaut. Die letzten Maschinen der F3 wurden schon mit den verbesserten Fahrmotoren der F7 ausgeliefert und deshalb mit dem Spitznamen F5 bedacht. Offiziell gebaut wurden diese Maschinen jedoch unter der Bezeichnung F3.

## Entwicklung

### EMD F2
Im Jahr 1945 entwickelte EMD den in der Vorgängerbaureihe FT bewährten Dieselmotor EMD 567 weiter. Die Typbezeichnung EMD 567 bedeutete, dass der Motor einen Hubraum pro Zylinder von 567 Kubikzoll hatte. Die Fahrzeuge der F-Serie besaßen 16-Zylinder-Motoren, während in die Lokomotiven der EMD E-Serie zwei Maschinenanlagen mit je 12 Zylindern eingebaut waren. Jedoch war bei Einführung des neuen Motors im Jahr 1946 die Entwicklung der elektrischen Ausrüstung noch nicht abgeschlossen. EMD lieferte die F2 als zweite Baureihe der F-Serie mit den neuen Motoren aus, musste aber die Leistung des Dieselmotors drosseln, um Generator und Fahrmotoren nicht zu überlasten. So hatten die Maschinen eine identische Leistung, wie die FT.
Die Vorserien-Maschine der neuen Baureihe F2 wurde im August 1945 ausgeliefert. Ab Mai 1946 begann die Auslieferung der Serienmaschinen.
Im weiteren Verlauf des Jahres 1946 stand die weiterentwickelte elektrische Ausrüstung zur Verfügung. Aus diesem Grund wurde die F2 nur in wenigen Exemplaren (74 Einheiten F2A mit Führerstand und 30 führerstandslose F2B) gebaut und die Produktion zugunsten der F3 nach nur 5 Monaten eingestellt. In der Folge wurden einige F2 zu F3 aufgerüstet.

### EMD F3
Erst im November 1946 wurden die ersten Lokomotiven mit dem neuen Generator D12, welcher im Vergleich zum in der FT und F2 verwendeten D8 eine höhere elektrische Leistung aufwies, ausgeliefert. Somit konnte die volle Leistung des Dieselmotors genutzt werden.

## Konstruktion
Technisch basierte die Ausrüstung der F3 auf den Vorgängerbaureihe FT. Veränderungen betrafen vor allem die elektrische und mechanische Ausrüstung. Im Vergleich zur FT besaßen die Maschinen einen verbesserten Motor. Dessen Leistung konnte, verglichen mit der FT, nochmals um 150 PS (110 kW) gesteigert werden.
Die F2 und F3 besaß einen selbsttragenden Lokkasten. Bei den A-Einheiten war ein Führerstand über dem als vorauslaufend bezeichneten Drehgestell angeordnet. Dahinter lag der Maschinenraum mit dem Traktionsgenerator, welcher den Gleichstrom für die Fahrmotoren lieferte, und dem Dieselmotor EMD 567B. Die Abgase von jeweils 8 Zylindern wurden über ein Abgasrohr nach außen geführt. Der Kraftstofftank und der Batteriekasten war zwischen den Drehgestellen angeordnet.